# Course de l'heure
La course de l'heure est une épreuve d'athlétisme consistant à parcourir la plus grande distance possible en une heure.

## Performances et records
Le 29 septembre 1951, le Tchécoslovaque Emil Zátopek est le premier athlète à parcourir une distance au-delà de 20 000 mètres (20 km) en réalisant 20 052 mètres (Stará Boleslav, 1951).

### Records du monde masculins
| Distance | Athlète             | Pays             | Ville - Stade                        | Date              |
| -------- | ------------------- | ---------------- | ------------------------------------ | ----------------- |
| 18 742 m | Alfred Shrubb       | Royaume-Uni      | Glasgow                              | 5 novembre 1904   |
| 19 021 m | Jean Bouin          | France           | Stockholm                            | 6 juillet 1913    |
| 19 210 m | Paavo Nurmi         | Finlande         | Berlin                               | 7 octobre 1928    |
| 19 339 m | Viljo Heino         | Finlande         | Turku                                | 30 septembre 1945 |
| 19 558 m | Emil Zátopek        | Tchécoslovaquie  | Prague                               | 15 septembre 1951 |
| 20 052 m | Emil Zátopek        | Tchécoslovaquie  | Stará Boleslav                       | 29 septembre 1951 |
| 20 190 m | Bill Baillie (en)   | Nouvelle-Zélande | Auckland                             | 24 août 1963      |
| 20 232 m | Ron Clarke          | Australie        | Geelong                              | 27 octobre 1965   |
| 20 664 m | Gaston Roelants     | Belgique         | Louvain                              | 28 octobre 1966   |
| 20 784 m | Gaston Roelants     | Belgique         | Bruxelles                            | 20 septembre 1972 |
| 20 907 m | Jos Hermens         | Pays-Bas         | National Sports Centre Papendal (en) | 28 septembre 1975 |
| 20 944 m | Jos Hermens         | Pays-Bas         | National Sports Centre Papendal (en) | 1er mai 1976      |
| 21 101 m | Arturo Barrios      | Mexique          | La Flèche                            | 30 mars 1991      |
| 21 285 m | Haile Gebreselassie | Éthiopie         | Ostrava                              | 27 juin 2007      |
| 21 330 m | Mohamed Farah       | Royaume-Uni      | Bruxelles                            | 4 septembre 2020  |

### Records du monde féminins
| Distance | Athlète               | Pays     | Ville - Stade  | Date             |
| -------- | --------------------- | -------- | -------------- | ---------------- |
| 18 084 m | Silvana Cruciata (en) | Italie   | Rome           | 2 mai 1981       |
| 18 340 m | Tegla Loroupe         | Kenya    | Borgholzhausen | 7 août 1998      |
| 18 517 m | Dire Tune             | Éthiopie | Ostrava        | 12 juin 2008     |
| 18 930 m | Sifan Hassan          | Pays-Bas | Bruxelles      | 4 septembre 2020 |